# Valløby

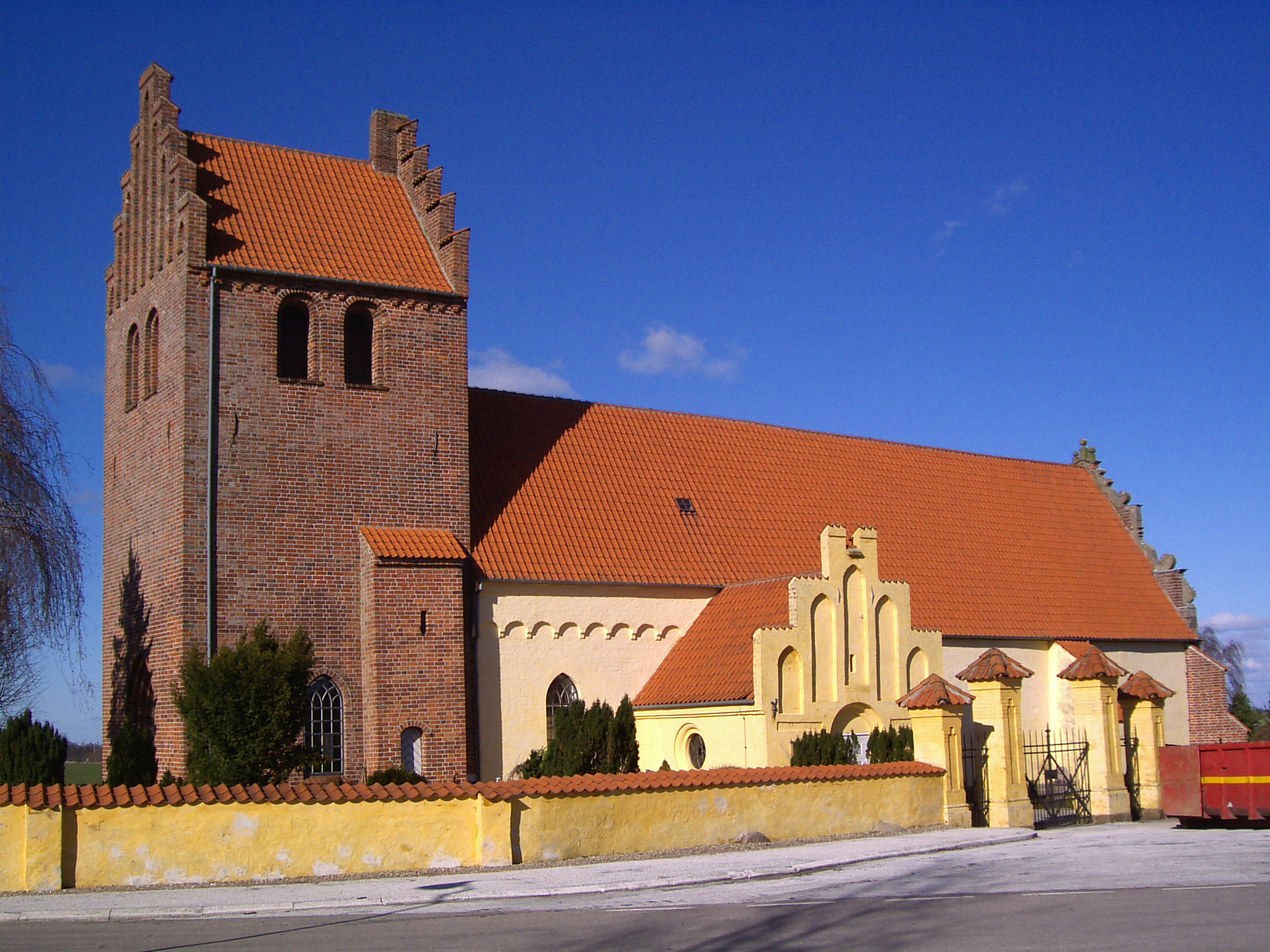
Kościół w Valløby

Valløby – miasto w Danii, w regionie Zelandia, w gminie Stevns.